# Пікачу

Пікачу

Пікачу або Пікачю (яп. ピカチュウ, МФА: [pikat͡ɕuː]) — персонаж творів під брендом «Покемон». Належить до покемонів першого покоління і має порядковий номер 025 зі 151 цього покоління і 1008 усіх девяти на 2022 рік. Його ім'я перекладається з японської як грозова миша, адже це подібний на гризуна покемон електричного типу. Вперше він з'являється у відеоіграх компанії Nintendo в 1996 році, а також в однойменному мультсеріалі. Завдяки аніме це найвідоміший і найпопулярніший з усіх покемонів.

## Загальна характеристика

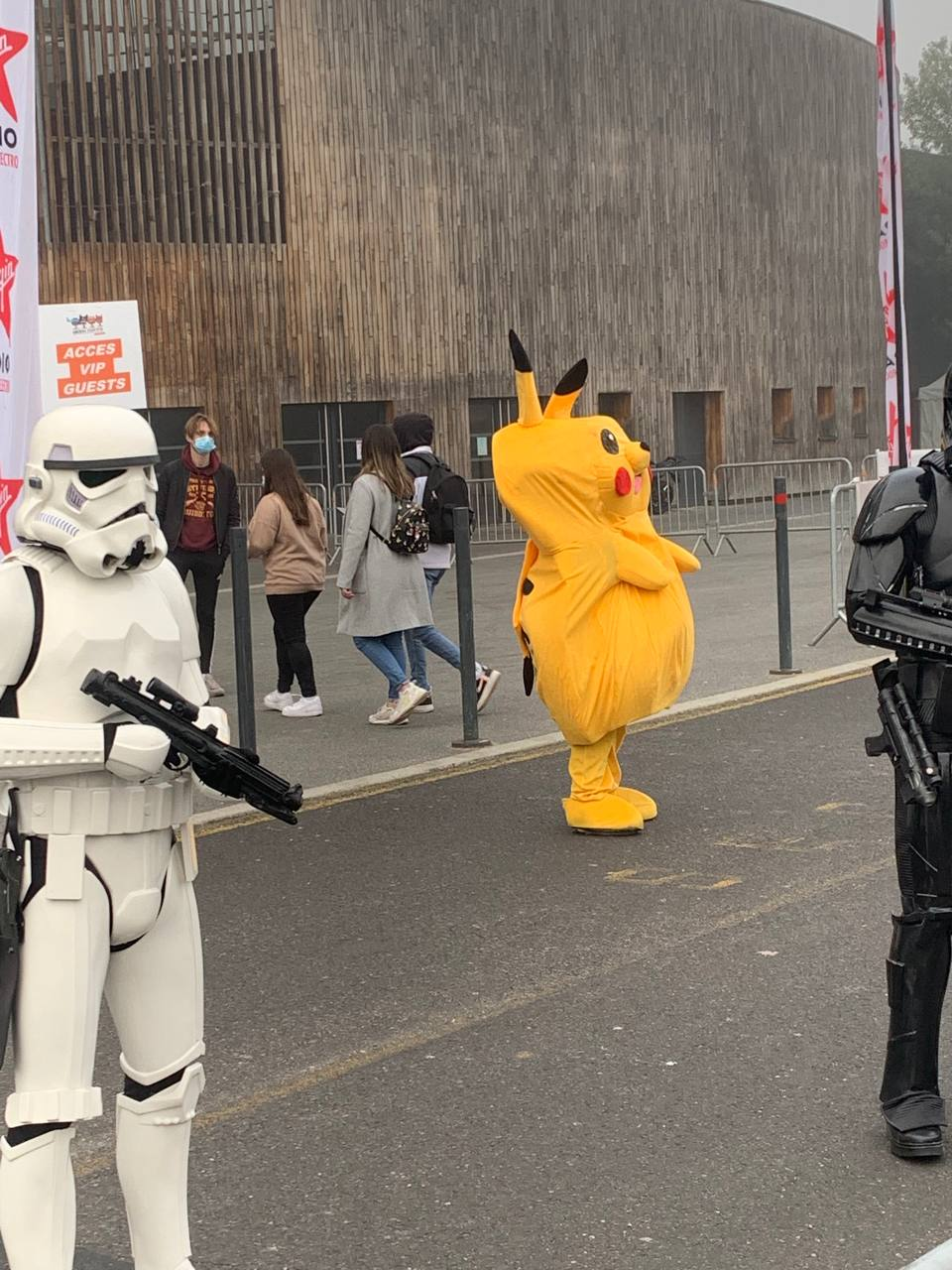

Пікачу — це невеличкий осадкуватий мишоподібний покемон із коротким жовтим хутром,, що має довгі вуха, чорні на кінцях, ймовірно він був створений на образі пискухи. На спині він має дві коричневі смуги і початок хвоста теж коричневий. Хвіст має форму блискавки з прямим кінцем у самців та із серцеподібним у самиць. На щоках у Пікачу червоні кола, які розташовані прямо над електричними мішками, які в свою чергу  — за щоками. У них Пікачу накопичує електроенергію, щоб потім використовувати, наприклад, для збивання блискавками плодів з дерев. При накопиченні великої кількості електрики мішки починають іскрити. Якщо її не буде звільнено, то покемон може захворіти,що було показано в серії, де Магнемайт почав слідкувати за Пікачу, щоб зарядитись. Якщо ж зібрати декілька Пікачу в одному місці, то вони можуть призвести до порушення подачі електрики або розпочати невеличку грозу.

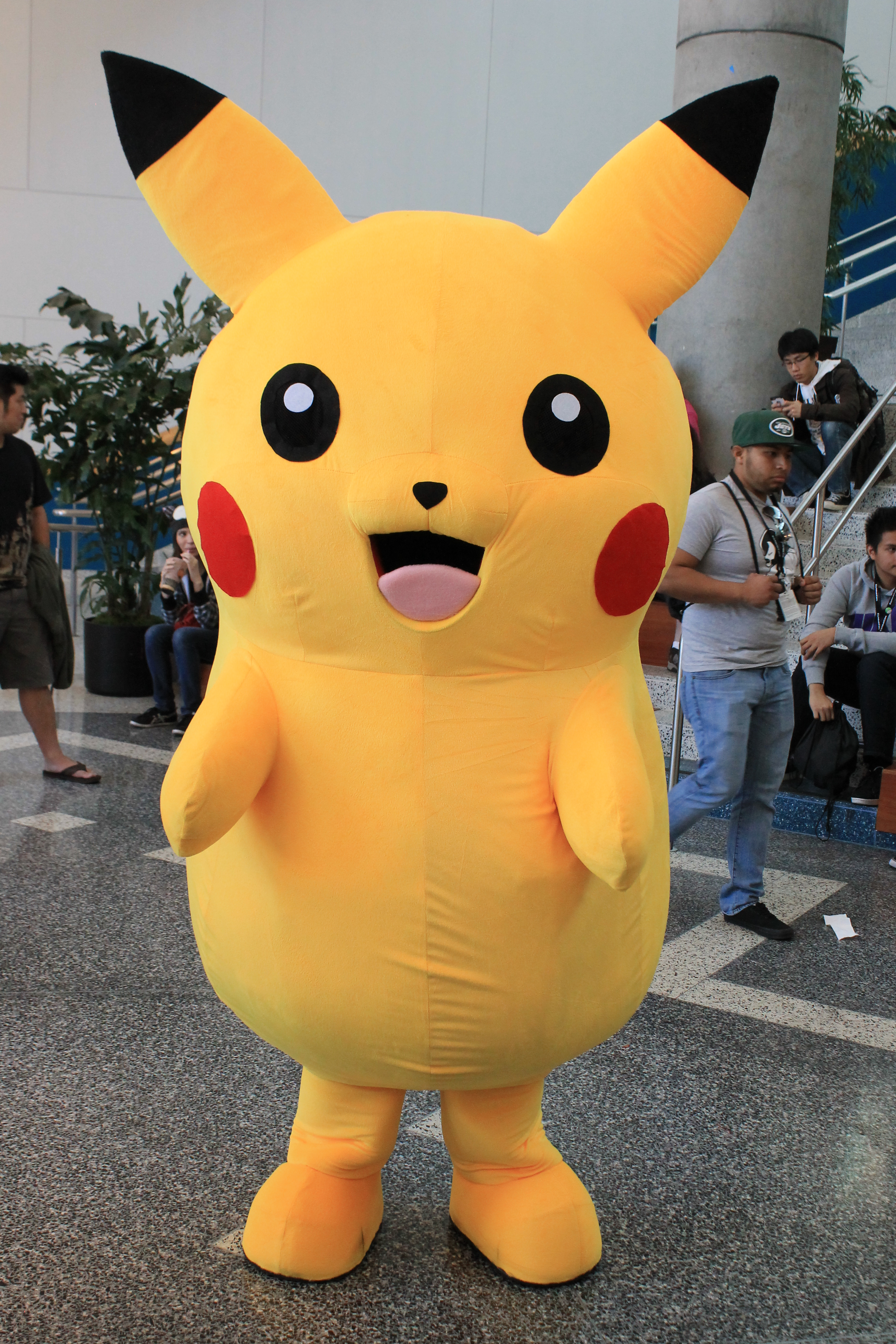

В цілому це веселий і кмітливий покемон, але він може бути недовірливим до свого власника. Принаймні деякі Пікачу мають клаустрофобію, через яку цей покемон не може знаходитись у покеболі, що ускладнює його утримання. Пікачу — це друга форма еволюції з Пічу, що може перетворитись на Райчу за допомогою Грозового каменя еволюції. Зріст покемона приблизно 40 см, а вага  5,8 — 6 кг. Мешкають Пікачу в лісах, але намагаються наближатися до людських осель. Мають вразливість до атак земляних покемонів.

## Атаки
• Рик — Пікачу гарчить на супротивника;
• Хватка (кусання) — Пікачу кусає супротивника;
• Гризіння — Пікачу гризе супротивника;
• Удар — Пікачу завдає супротивнику потужного удару;
• Хльосткий хвіст — Пікачу б'є ворога хвостом;
• Удар головою (лобовий удар) — Пікачу б'є ворога головою;
• Швидкісна атака (швидка атака) — Пікачу атакує ворога на великій швидкості;
• Швидкість — Пікачу використовує велику швидкість, щоб уникнути атаки супротивника;
• Спритність — Пікачу уникає атак супротивника, увертається від них, може стрибати чи бити у відповідь;
• Подвійна атака — Пікачу використовує на супротивнику подвійний удар, що іноді не дає змоги тому відповісти на атаку;
• Подвійний ляпас — Пікачу дає ворогу два ляпаси підряд;
• Подвійний край — Пікачу б'є ворога із збільшеною вдвічі силою;
• Залізний хвіст — хвіст Пікачу починає світитися і він б'є ворога повною його площею;
• Розлом цеглини — Пікачу розламує будь-який захист супротивника одним ударом;
• Атака тілом — Пікачу б'є ворога усією своєю вагою;
• Звукова хвиля — Пікачу створює звукову хвилю, що дещо шкодить супротивнику звуковими вібраціями;
• Боротьба — Пікачу починає битися із супротивником;
• Боротьба під напругою — Пікачу починає битися із супротивником, при цьому використовуючи електрику;
• Електрошок — Пікачу використовує проти ворога електрошок;
• Електричний розряд (електрика) — Пікачу б'є ворога електричним струмом;
• Удар блискавки (блискавка, атака блискавкою) — Пікачу атакує ворога блискавкою;
• Грім та блискавка (громовий удар) — Пікачу використовує блискавку у 100 000 вольт;
• Удар хвостом-електрошоком — хвіст Пікачу електризується і він б'є ворога одночасно і хвостом, і струмом;
• Супершок — Пікачу використовує потужний електрошок проти супротивника;
• Гроза — Пікачу створює воронкоподібний електричний розряд, що наносить ворогу пошкодження декількома ударами блискавки;
• Електроатака — Пікачу використовує проти ворога не дуже потужний електричний розряд;
• Заземлення — Пікачу встромляє хвіст у землю, що дозволяє йому зносити сильні електроатаки та звільнятись від залишків струму, тобто він виступає лише провідником;
• Хижий погляд — Пікачу робить злий погляд, що знижує здатність ворога до оборони.